# محسن النعماني
اللواء أركان حرب محسن النعماني(1947 -) هو محافظ محافظة سوهاج السابق، ووكيل أول المخابرات العامة المصرية، وكان من قادة فريق المفاوضات المصري بين إسرائيل والفلسطينيين، وزير التنمية المحلية المصري الأسبق.

## حياته
محسن النعمانى محمد حافظ النعمانى ولد بمحافظة سوهاج سنة 1947، تخرج من الكلية الحربية في مصر، تدرج في المناصب القيادية حتى وصل إلى عقيد بالقوات المسلحة المصرية، عمل في جهاز المخابرات الحربية ثم المخابرات العامة حتى وصل إلى وكيل أول المخابرات العامة.
محسن أب لأربعة بنات، ولديه خمس أحفاد.

## إسهامات
كان النعمانى من كبار قيادات المخابرات العامة، وأحد قادة فريق المفاوضات المصرية بين إسرائيل وفلسطين، اختير محافظاً لسوهاج في أغسطس 2006، كما اختير وزيراً للتنمية المحلية في نهاية يناير 2011، قضى ما يقرب من ست سنوات محافظاً لسوهاج، شهدت المحافظة خالها العديد من الإنجازات، ومن أبرزها إفتتاح مطار سوهاج الدولي، وطريق سوهاج البحر الأحمر، بجانب العدد من قرى الظهير الصحرواى والمبانى السكنية، إضافة إلى العديد من محطات المياه والصرف الصحى، والمستشفيات الحكومية والخاصة.

## أوسمة
- وسام الاستحقاق من الدرجة الأولى.[1]